# Краснотал (Челябинская область)
Краснотал — посёлок в Карталинском районе Челябинской области России. Входит в состав Анненского сельского поселения.

## География
Через посёлок протекает река Караталы-Аят. Ближайший населённый пункт: посёлок Родники. Расстояние до районного центра города Карталы 16 километров.

## История
Поселок основан около 1954 года при 6-м отделении совхоза «Полтавский».
Официально поселок зарегистрирован в 1963, название происходит от названия кустарника ивы остролистной Краснотала.
В 1957 году на его территории разместилось 6-е отделение совхоза «Карталинский»".

## Инфраструктура
- Фельдшерско-акушерский пункт,
- клуб,
- хозяйство «Циркон».

## Население
| 2002 | 2010 |
| ---- | ---- |
| 307  | ↘278 |

## Улицы
- Заречная,
- Молодёжная,
- Центральная,
- Школьная,
- Школьный переулок,
- Новая